# Route 399 (Québec)
Pour les articles homonymes, voir Route 399.
La route 399 (R-399) est une route régionale québécoise d'orientation nord / sud située sur la rive nord du fleuve Saint-Laurent. Elle dessert la région administrative de l'Abitibi-Témiscamingue.

## Tracé
L'extrémité sud de la route 399 se trouve à Trécesson sur la route 111 à proximité d'Amos. Son extrémité nord, quant à elle, est située à Berry à l'intersection du rang du Lac-à-Fillion.

## Localités traversées (du sud au nord)
Liste des municipalités dont le territoire est traversé par la route 399, regroupées par municipalité régionale de comté.

### Abitibi-Témiscamingue
Abitibi
- Trécesson
- Berry

## Intersections majeures
| MRC     | Municipalité | km    | Destinations              | Notes |
| ------- | ------------ | ----- | ------------------------- | ----- |
| Abitibi | Trécesson    | 0,00  | R-111 – Amos, Villemontel |       |
| Abitibi | Berry        | 25,00 | Rang du Lac-à-Fillion     |       |
|         |              |       |                           |       |